# Kroksjön (Kinnarumma socken, Västergötland)
Kroksjön är en sjö i Borås kommun i Västergötland och ingår i Viskans huvudavrinningsområde. Sjön är 11,5 meter djup, har en yta på 0,026 kvadratkilometer och är belägen 160 meter över havet.